# 崔殷誠
崔 殷誠（チェ・ウンソン、최은성、1971年4月5日 - ）は、大韓民国のサッカー選手。

## 経歴
1997年に大田シチズンでプロデビューし、2011年まで在籍。2012年から全北現代モータースに移籍し、2014年7月20日の尚州尚武FC戦を最後に現役を引退した。引退後はコーチに転身。
代表では、控えGKとして、2002 FIFAワールドカップの登録メンバーに選ばれた。

## エピソード
2002年10月9日、AFCチャンピオンズリーグ・C.D. Monte Carlo戦で得点し、AFCチャンピオンズリーグで得点した最初のGKとなった。

## 所属クラブ
- 大田シチズン 1997-2011
- 全北現代モータース 2012-2014

## 代表歴

### 出場大会
- 韓国代表
  - FIFAコンフェデレーションズカップ2001
  - 2002 FIFAワールドカップ

### 試合数
- 国際Aマッチ 1試合 0得点（2001年）[1]

| 韓国代表 | 国際Aマッチ | 国際Aマッチ |
| 年       | 出場        | 得点        |
| -------- | ----------- | ----------- |
| 2001     | 1           | 0           |
| 通算     | 1           | 0           |